# Ассоциация скаутов Португалии
Ассоциация Скаутов Португалии АСР (в переводе AEP Associação dos Escoteiros de Portugal) является юношеским движением с уклоном на обучение. Была первой ассоциацией скаутов в Португалии. В отличие от других ассоциаций скаутов Португалии, АСП не связана с религиозными организациями и принимает людей обоих полов, любых вероисповеданий и национальностей.
Сосуществует с другой ассоциацией скаутов в Португалии Национальный Орган Скаутов, скаутское движение Римско-Католической церкви.

## История
В первые в 1911 году Тененте Алвару Мащаду создал в Макао первую группу скаутов Португалии на португальских землях. На следующий год, в Лиссабоне появилась первая группа на португальском континенте.
Три лиссабонские группы создали, 6-го Сентября 1930 года, Ассоциацию Скаутов Португалии (АСП). С момента своего создания ассоциация не была связана ни с политическими не с религиозными движениями, АСП смогла достичь почета и уважения португальцев и правительства Республики.

## Цели
АСП пропагандирует социальные ценности в рамках гуманистических и невоенных аспектов. Она поощряет участие в культурных и спортивных мероприятиях, а также медико-санитарного просвещение.

## Возрастные Группы
- От 6 до 10 ягнёнки Cub Scouts (лобитош)
- От 10 до 14 Boy Scouts (трибо ешкотейра)
- От 14 до 16 Explorer Scouts (трибо ешплорадора)
- От 16 до 21 Rover Scoutsклан (кла)
- От 21 до (шеф)
- до 50-и лет Скаут-Шеф

Любой молодой человек может стать членом АСП в соответствующее возрасту подразделение, без обязательного предыдущего опыта. Взрослые могут войти в уже существующую группу либо могут способствовать созданию новых групп скаутов.

## Действующие отделения и представительства
- Португалия, Штаб-квартира